# Президентские выборы на Филиппинах (1935)
Президентские выборы в Филиппинах 1935 года состоялись 15 сентября 1935 года, одновременно с ними проходили парламентские и местные выборы. Это были первые выборы после вступления в силу закона Тайдингса — Макдаффи 1934 года, согласно которому Филиппины должны были получить независимость от США в 1944 году. Победу на выборах одержал председатель Сената Филиппин Мануэль Кесон, набрав более 67 % голосов, его основными соперниками были революционный деятель Эмилио Агинальдо и епископ Филиппинский Независимой церкви Грегорио Аглипай.
Одновременно с президентом избирался вице-президент Филиппин, на эту должность был избран Серхио Осменья.

## Результаты голосования

### Выборы президента
| Кандидат                     | Партия                       | Партия                        | Результаты    | Результаты |
| Кандидат                     | Партия                       | Партия                        | Число голосов | %          |
| ---------------------------- | ---------------------------- | ----------------------------- | ------------- | ---------- |
| Мануэль Кесон                |                              | Националистическая            | 695,332       | 67.99 %    |
| Эмилио Агинальдо             |                              | Национальная социалистическая | 179,349       | 17.54 %    |
| Грегорио Аглипай             |                              | Республиканская               | 148,010       | 14.47 %    |
| Паскуаль Ракуяль             |                              | независимый                   | 158           | 0.00 %     |
| Действительных бюллетеней    | Действительных бюллетеней    | Действительных бюллетеней     | 1,021,445     | 98,89 %    |
| Явка                         | Явка                         | Явка                          | 1,022,547     | 63,91 %    |
| Зарегистрировано избирателей | Зарегистрировано избирателей | Зарегистрировано избирателей  | 1,600,000     | 100,00 %   |

### Выборы вице-президента
| Кандидат                     | Партия                       | Партия                        | Результаты    | Результаты |
| Кандидат                     | Партия                       | Партия                        | Число голосов | %          |
| ---------------------------- | ---------------------------- | ----------------------------- | ------------- | ---------- |
| Серхио Осменья               |                              | Националистическая            | 812,352       | 86.91 %    |
| Раймундо Меллиза             |                              | Национальная социалистическая | 70,899        | 7.59 %     |
| Норберто Набонг              |                              | Республиканская               | 51,443        | 5.50 %     |
| Действительных бюллетеней    | Действительных бюллетеней    | Действительных бюллетеней     | 934,128       | 91,5 %     |
| Недействительных бюллетеней  | Недействительных бюллетеней  | Недействительных бюллетеней   | 87,317        | 8,5 %      |
| Явка                         | Явка                         | Явка                          | 1,022,547     | 63,8 %     |
| Зарегистрировано избирателей | Зарегистрировано избирателей | Зарегистрировано избирателей  | 1,600,000     | 100,00 %   |